# Merostachys claussenii
Merostachys clausennii es una especie de plantas de la subfamilia Bambusoideae en la familia de poáceas (gramíneas), endémica de Brasil, Paraguay, Uruguay y Argentina. 

## Descripción
Es una tacuara de culmo hueco; frágil seca. Se usa mucho en la elaboración de artesanías obirigaries. Tiene ciclos de floración de 30-45 años aprox. La última floración observada dentro del parque nacional Iguazú fue en el período 2003-2004.

## Taxonomía
Merostachys claussenii fue descrita por William Munro y publicado en Trans. Linn. Soc. London 26: 48 (1868).
Sinonimia
- Merostachys burchellii Munro

## Nombre común
Tacuapí, tacuara mansa.